# Codificació digital
En teoria del senyal, la codificació digital consisteix en la traducció al sistema binari, mitjançant codis preestablerts, dels valors de tensió elèctrica analògics que ja han estat quantificats (ponderats). El senyal analògic quedarà transformat en un tren d'impulsos digitals (successió de zeros i uns).
La codificació és, sobretot, la conversió d'un sistema de dades a un altre de diferent. D'això s'interpreta que la informació resultant és equivalent a la informació d'origen. Una manera senzilla d'entendre això és veure-ho a través dels idiomes, a l'exemple següent: table = taula, podem entendre que hem canviat una informació d'un sistema (anglès) a un altre sistema (català) i que essencialment la informació segueix essent la mateixa. La raó de la codificació està justificada per les operacions que calgui realitzar amb posterioritat.
La codificació és l'últim dels processos que té lloc durant la conversió analògica-digital.

## Codificació del so
Un senyal de so es pot realitzar mitjançant un tipus de batistor sense fil específicament dissenyat per a la compressió i descompressió de senyals d'audio: el còdec d'audio.

## Còdec
El còdec és el codi específic que s'utilitza per a la codificació/descodificació de les dades. Precisament, la paraula còdec és una abreviatura de Codificador-Descodificador.

### Paràmetres que defineixen el còdec
1. Nombre de canals: Indica el tipus de so que es tractarà.
2. Freqüència de mostreig: La freqüència de mostreig és la quantitat de mostres d'amplitud per unitat de temps en el mostreig. El procés de mostreig és reversible, el que vol dir que, des d'un punt de vista matemàtic, la reconstrucció es pot realitzar en mode exacte (no aproximat). D'acord amb el Teorema de mostreig de Nyquist-Shannon, la taxa de mostreig només determinarà l'amplada de banda base del senyal mostrejat, és a dir, limitarà la freqüència màxima dels components sinusoidals que formen una ona periòdica (com el so, per exemple).
3. Resolució digital (Nombre de bits): Determina la precisió amb la qual es reprodueix el senyal original. Se sol utilitzar 8, 10, 16 o 24 bits per mostra. Com més bits hi hagi, més precisió hi haurà.
4. Bit rate: El bit rate és la velocitat o taxa de transferència de dades. La seva unitat és el bit per segon (bps).
5. Pèrdues: Alguns còdecs, al fer la compressió, eliminen una certa quantitat d'informació, per la qual cosa el senyal resultant no és igual al senyal original.

### Exemples de Còdec d'audio
- PAM (Modulació per amplitud d'impulsos): La freqüència de la portadora ha de ser almenys més gran que el doble de la freqüència del senyal modulador. Realitza una quantificació lineal de l'amplitud del senyal analògic. Actualment, la principal aplicació principal d'una codificació PAM es troba en la transmissió de senyals, ja que permet el multiplexat (enviar més d'un senyal per un només canal).
- PCM (Modulació per codificació d'impulsos): Té una resolució de 8 bits (1 byte). Utilitza la modulació PAM com a base, però es reserva el vuitè bit per indicar el signe.
- ADPCM (Modulació per codificació d'impulsos Adaptive Delta): És una extensió del còdec bàsic PCM. Produeix fitxers més petits i comprimits mitjançant una tècnica que consisteix a gravar només les diferències dels valors PCM de dues mostres consecutives.[6]

## Codificació en l'entorn de latelevisió digital
Durant molt de temps es va mantenir un debat entorn a quin dels dos models de codificació existents havia de imporsar-se:
- Codificació de la señal composta es codifica la senyal analògica en funció de l'estàndard de televisió que hi hagi al país on s'està realitzant la codificació: NTSC (EUA), PAL(Europa), SECAM (França). No permet la compatibilitat entre els estàndars.
- Codificació per components: Es digitalitza el senyal analògic utilitzant la seva divisió per components: luminància (Y) i Crominancia (subportadores de color: R-Y i B-Y). El principal avantatge és que, per primera vegada, es poden mantenir la compatibilitat entre estàndars analògics.

El CCIR (Comitè Consultiu Internacional de Ràdio Comunicacions) va emetre el 1982 la norma CCIR 601 de televisió digital per components.

## Codificació digital polar
La codificació polar utilitza dos nivells de voltatge, positiu i negatiu.
- NRZ (No retorn a zero)
- RZ (Retorn a zero)
- Bifase (autosincronitzats)

### NRZ (No retorn a zero)
El nivell del senyal és sempre positiu o negatiu. Els dos mètodes més utilitzats són:
- NRZ-L (Non Return to Zero-L): Un voltatge positiu significa que el bit és un "0", i un voltage negatiu que el bit és un "1".
- NRZ-I (Non Return to Zero, Invert on ones): En aquesta codificació el bit "1" es representa amb la inversió del nivell de voltatge. El que representa el bit "1" és la transició entre un voltage positiu i un voltage en el senyal. Així doncs, el nivell del senyal no només depèn del valor de el bit actual, sinó també de el bit anterior.

### RZ (Retorn a zero)
Utilitza tres valors: positiu, negatiu i zero. Un bit "1" es representa per una transició de positiu a zero i un bit "0" es representa amb la transició de negatiu a zero, amb retorn de voltage 0 en la meitat de l'interval.

### Bisafe (autosincronitzats)
En aquest mètode, el senyal canvia enmig de l'interval del bit, però no va retornar a zero, sinó que continua la resta de l'interval en el pol oposat. Hi ha dos tipus de codificació bifase:
- Manchester: Una transició de polaritat de positiva a negativa representa el valor binari "0", i una transició de negativa a positiva representa un "1".
- Manchester diferencial: Necessita dos canvis de senyal per representar el bit "0", però només un per representar el bit "1".És a dir, una transició de polaritat inversa a la del bit previ, per represntar el "0" i una transició igual per al "1".

## Codificació digital bipolar
La codificació digital bipolar, utilitza tres valors:
- positiu
- negatiu
- zero

El nivell de voltage zero s'utilitza per representar un bit ''zero''. Els bits "1" es codifiquen com a valors positiu i negatiu de forma alternada. Si el primer "1" es codifica amb una amplitud positiva, el segon ho farà amb amplitud negativa, el tercer positiva i així successivament. Sempre es produeix una laternança entre els valors d'amplitud per representar els bits "1", encara que aquest bits no siguin consecutius.
Hi ha tres tipus de codificació bipolar:

### AMI ("Alternate Mark Inversion")
Depèn d'un tipus de codificació que representa als "1" amb impulsos de polaritat alternativa, i als "0" mitjançant absència de polsos. El codi AMI genera senyals ternàries (+ V -V 0), bipolars (+ -), i de tipus RZ o NRZ (amb o sense tornada a zero). El senyal AMI manca de component contínua i permet la detecció d'errors amb base a la llei de formació dels "1" alternats. En efecte, la recepció dels "1" consecutius amb igual polaritat s'haurà d'un error de transmissió.
Els codis AMI (inversió de marques alternades) s'han desenvolupat per pal·liar els inconvenients que presenten els codis binaris NRZ i RZ (el sincronisme i el corrent continu).
El codi AMI aconsegueix anul·lar la component contínua del senyal elèctric. No obstant això no resol la qüestió de com evitar la pèrdua del senyal de rellotge quan s'envien llargues seqüències de zeros. Aquest problema ho solucionen els codis bipolars d'alta densitat d'ordre N, HDBN (High Density Bipolar) que pertanyen a la família dels codis AMI, i que eviten la transmissió de seqüències amb més de N "0" consecutius. L'HDB3 és un codi bipolar d'ordre 3.

### B8ZS (Bipolar 8-Zero Substitution)
B8ZS: la substitució bipolar de 8 zeros, també anomenada substitució binària de 8 zeros, el canal clar, i 64 clars. És un mètode de codificació usat sobre circuits T1, que insereix dues vegades successives a el mateix voltatge - referint-se a una violació bipolar - en un senyal on vuit zeros consecutius siguin transmesos. El dispositiu que rep el senyal interpreta la violació bipolar com un senyal d'engranatge de distribució, que guarda (manté) la transmissió i dispositius d'encobriment sincronitzats. Generalment, quan successius "1" són transmesos, un té un voltatge positiu i l'altre té un voltatge negatiu.
És a dir, quan apareixen 8 "0" consecutius, s'introdueixen canvis artificials en el patró basats en la polaritat de l'últim bit ''1'' codificat:
V: Violació, manté la polaritat anterior en la seqüència.
B: Transició, inverteix la polaritat anterior en la seqüència.
Els vuit zeros se substitueixen per la seqüència: 000V B0VB.
B8ZS està basat en l'antic mètode de codificació anomenat Alternate Mark Inversion (AMI).

### HDB3 (High Density Bipolar 3)
El codi HDB3 és un bon exemple de les propietats que ha de reunir un codi de línia per codificar en banda base:
- El espectre de freqüències manca de component de corrent continu i el seu ample de banda està optimitzat.
- El sincronisme de bit es garanteix amb l'alternança de polaritat dels "1", i inserint impulsos de sincronització en les seqüències de "0".

Els codis HDBN (High Density Bipolar) limiten el nombre de zeros consecutius que es poden transmetre: -HDB3 no admet més de 3 zeros consecutius. Col·loquen un impuls (positiu o negatiu) en el lloc del 4º zero.
- El receptor ha d'interpretar aquest impuls com un zero. Per a això cal diferenciar-ho dels impulsos normals que representen als "1".
- El impuls del 4º zero es genera i transmet amb la mateixa polaritat que la de l'impuls precedent. S'anomena per això V "impuls de violació de polaritat" (el receptor reconeix aquesta violació perquè detecta 2 impulsos seguits amb la mateixa polaritat).
- Per mantenir la component de corrent continu amb valor nul, s'han, de transmetre alternativament tantes violacions positives com negatives (V + V V + V -...).
- Per mantenir sempre alternada la polaritat de les violacions V, és necessari en alguns casos inserir un impuls B "de farciment" (quan la polaritat de l'impuls que precedeix a la violació V, no permet aconseguir aquesta alternança). Si no s'inserissin els impulsos B, les violacions de polaritat V de el 4t zero serien obligatòriament de el mateix signe.

En HDB3 es denomina impuls als estats elèctrics positius o negatius, diferents de "0". (0 volts).
Quan apareixen més de tres zeros consecutius, aquests s'agrupen de 4 en 4, i se substitueix cada grup 0000 per una de les seqüències següents d'impulsos: B00V o 000V.
- B indica un impuls amb diferent signe que l'impuls anterior. Per tant, B manté la llei d'alternança d'impulsos, o llei de bipolaritat, amb la resta d'impulsos transmesos.
- V indica un impuls de el mateix signe que l'impuls que el precedeix, violant per tant la llei de bipolaritat.

El grup 0000 es substitueix per B00V quan és parell el número de impulsos entre la violació anterior i la que es va a introduir.
El grup 0000 es substitueix per 000V quan és imparell el nombre d'impulsos entre la violació V anterior i la que es va a introduir.
Així s'aconsegueix mantenir la llei de bipolaritat dels impulsos corresponents als "1", i també la bipolaritat de les "violacions" mitjançant els impulsos B i els impulsos V. La detecció elemental dels errors de transmissió típics de soroll (inversió, duplicació o pèrdua d'impulsos), es realitza simplement comprovant que els impulsos rebuts pel receptor compleixen les regles de polaritat establertes per la codificació HDB3. Els errors se solen detectar en el cas que apareguin els 4 zeros consecutius que no permet el HDB3 o en el cas de la inserció d'un "1" i que les dues violacions V + quedin amb la mateixa polaritat. No obstant això, hi ha casos en els quals hi ha errors que són impossibles de detectar i que fins i tot es propaguen generant encara més errors.